# Sultanatul din Delhi
Sultanatul din Delhi a fost un sultanat islamic ce a condus nordul Indiei între anii 1206-1526.

## Istorie
După ce primele armate musulmane înaintează spre Pakistan și India prin anul 700 d.Hr, India este râvnită tot mai mult de conducătorii islamici, în special cei de origine turcă. Campaniile de cucerire ale lui Mahmud din Ghazna de după anul 1001 îi pun la grea încercare pe hinduși, al căror politeism este respins cu vehemență de musulmanii doctrinari. La începutul secolului al XII-lea, Ghaznavizii domină nordul Indiei, dar în anul 1187 sunt înlăturați de puternicii Sultani Ghurizi de origine afghană din Lahore, care cuceriseră deja Multanul în 1175. În anul 1193, Sultanul Muizz ad-Din ocupă orașul Delhi și își extinde teritoriul în Gujarat, în sud, și în Bengal, în est.
Forța care i-a condus pe cuceritori a fost generalul turc Qutb-ud-din Aibak, care în anul 1194 pune capăt dominației prinților budiști din est, odată cu ocuparea Biharului și îi silește pe hinduși să se retragă spre sud. În anul 1206 îl înlătură pe sultanul Ghurid și fondează Sultanatul din Delhi. Succesorul său Iltutmish, cucerește Sindul și transformă Delhi într-un regat islamic independent.
În anul 1290, Dinastia Aibak este înlăturată de o altă dinastie turcă, Dinastia Khaliji care preia controlul Sultanatului din Delhi. Această dinastie îi respinge pe invadatorii mongoli, cucerește toată regiunea Deccan (centrul Indiei) și înaintează în sudul Indiei, spre Madurai. Sultanul împarte statul în mai multe fiefuri distribuite nobilimii musulmane, care asigură trupe în caz de război.
Între anii 1398-1399, Timur Lenk invadează India și ocupă temporar Delhi. După această înfrângere zdrobitoare autoritatea centrală a Sultanatului din Delhi revine abia sub conducerea dinastiei afghane Lodi, conduce între 1451-1526. Sultanul Sikandar Lodi extinde și mai mult sultanatul în spre est, încadrândul între Ind și Bengal. Ultimul Sultan din Delhi, Ibrahim Lodi, moare în 1526 într-o bătălie la Panipat, împotriva conducătorului turco-mongol numit Babur Zahir-ad-Din Muhammed, care fusese chemat de către propriii emiri ai lui Ibrahim pentru a-l înlătura. Babur reușește să ocupe astfel Agra și Delhi, și să întemeieze Dinastia Mogulilor și Imperiul Mogul.

## Dinastii
| Sultan | Dinastia           | Ani            |
| Muhammad Ghori, Qutb al-Din Aibak                                                                               | Mamluk             | 1193-1290      |
| Muhammad bin Bakhtiyar Khalji, Shams ud-Din Iltumish, Jalal ud-Din Firuz Khalji, Ala ud-Din Khalji, Malik Kafur | Mamluk and Khalji  | 1290-1320      |
| Ulugh Khan, Firuz Shah Tughlaq, Raja Nahar Khan, Muzaffar Khan                                                  | Khalji and Tughlaq | 1320-1395[121] |
| Sikandar, Muzaffar Shah, Ahmad Shah, Mahmud                                                                     | Sayyid             | 1400-1442      |
| Suhrab, Begdha, Bahmani, Khalil Shah, Khawwas Khan, Sikandar Lodi, Ibrahim Lodi                                 | Lodi               | 1457-1518      |

## Sultani ai Delhi
| Nume                   | Perioada | Perioada | Note |
| Qutb Ud-din Aibak      | 1206     | 1210     |      |
| Aram Shah              | 1210     | 1211     |      |
| Iltutmish              | 1211     | 1236     |      |
| Rukn Ud-din Firuz      | 1236     | 1236     |      |
| Razia Sultan           | 1236     | 1240     |      |
| Muiz Ud-din Bahram     | 1240     | 1243     |      |
| Ala Ud-din Masud       | 1243     | 1249     |      |
| Nasir Ud-din Mahmud    | 1249     | 1266     |      |
| Ghiyas Ud-din Balban   | 1266     | 1287     |      |
| Muiz Ud-din Qaiqabad   | 1287     | 1290     |      |
| Jalaluddin Khalji      | 1290     | 1296     |      |
| Alauddin Khalji        | 1296     | 1316     |      |
| Shihabuddin Omar       | 1316     | 1316     |      |
| Qutb Ud-din Mubarak    | 1316     | 1320     |      |
| Khusrau Khan           | 1320     | 1321     |      |
| Ghiyath Al-din Tughluq | 1321     | 1325     |      |
| Muhammad bin Tughluq   | 1325     | 1351     |      |